# Fever (album, Kylie Minogue)
Fever je osmé studio album australské zpěvačky Kylie Minogue. Bylo mezinárodně vydáno 1. října 2001 společností Parlophone a později 26. února 2002 ve Spojených státech společností Capitol Records. Minogue pracovala s textaři a producenty jako Cathy Dennisem, Robem Daviesem, Richardem Stannardem, Julianem Gallagherem, TommyD, Tomem Nicholsem, Pascalem Gabrielem a dalšími, aby vytvořilo dance-popové album ovlivněné diskem a europopem. Další hudební vlivy na album se pohybují od synthpopu po elektronickou taneční hudbu.
Při vydání obdrželo album Fever kladné recenze hudebních kritiků, z nichž mnoho vyzdvihlo produkci a komerční přitažlivost. Album zaznamenalo komerční úspěch, dosáhlo první příčky v Austrálii, Rakousku, Německu, Irsku a Spojeném království. Ve Spojených státech dosáhlo třetí příčky v tabulce Billboard 200, čímž se stalo jejím nejúspěšnějším albem v této zemi. Později bylo oceněno jako platinové Recording Industry Association of America (RIAA). Fever bylo také oceněno sedmkrát platinové Australian Recording Industry Association (ARIA) a pětkrát platinové British Phonographic Industry (BPI). Na obřadu Brit Awards v roce 2002 vyhrálo cenu za „Nejlepší Mezinárodní Album“ („Best International Album“).
Z alba byly vydány čtyři singly. První singl „Can't Get You Out of My Head“ byl vydán v září 2001 a stal se obrovským komerčním úspěchem, jelikož dosáhl na první příčku ve více než 40 zemích a po celém světě se jej prodalo přes šest milionů kopií. Píseň je často označována jako její poznávací písnička a je to také její nejprodávanější singl, stejně jako jeden z nejprodávanějších singlů vůbec. Následující singly „In Your Eyes“ a „Love at First Sight“ si na mezinárodních žebříčcích rovněž vedly dobře. Poslední singl „Come into My World“ vyhrál v roce 2004 cenu Grammy za „Nejlepší Dance Nahrávku“ („Best Dance Recording“). Aby propagovala své album, Minogue se vydala na své sedmé koncertní turné, nazvané KylieFever2002.

## Hudební styl a texty
Fever je primárně dance-popové album s dominantními elementy disco ovlivněného 1970. lety a europopem. BBC Music napsalo, že album není „čistý pop“ a charakterizuje ho spíš dobrodružnější, tanečně orientovaný zvuk. NME identifikoval u různých skladeb alba „filter disco“ efekt, popisovaný jako „ten, co zní, jako když jdete pod vodu a pak extaticky vylétnete do vzduchu“. Písně jako úvodní skladba „More More More“ a závěrečná skladba „Burning Up“ jsou příklady produkce ovlivněné diskem. Ta prvně zmiňovaná je rychlá písnička s funky basou, zatímco ta druhá bylo popisovaná jako „slow burn“ disco píseň. Elementy teen popu se objevují v písních, jako je „Love at First Sight“, která začíná intrem elektrického piana, a agresivní „Give It to Me“. Hlavní singl „Can't Get You Out of My Head“ je „robotická“ středně rychlá taneční a disko píseň. Mnoho kritiků shledalo různé písně z alba, především „Come into My World“, podobnými „Can't Get You Out of My Head“. Titulní skladba „Fever“ ovlivnil synthpop a „Dancefloor“ klubová hudba. „In Your Eyes“ obsahuje náznaky diska a techna. V „atmosférické“ písni „Fragile“ se objevují drobné vlivy uklidňující hudby. Tato skladba obsahuje instrumentální hudbu z akustické kytary. PopMatters komentoval, že Minogue „ví, jak se vyjádřit prostřednictvím neodolatelných melodií a svůdného ztvárnění emocí“, jako například v písni „Fever“. Na rozdíl od jejích předchozích alb nejsou na albu Fever žádné balady.
Pokud jde o texty, Fever se zaměřuje hlavně na témata lásky a radosti. V písni „Love at First Sight“ Minogue popisuje, jak se na první pohled zamilovala do svého partnera a jak to vedlo k tomu, že se jí děly dobré věci. „Can't Get You Out of My Head“ bylo považováno za záhadu, protože zpěvačka nezmiňuje, kdo je objektem její touhy v této písni. Lynskey Dorian z The Guardian nadhodil, že Minogue odkazuje na „partnera, nebo na někoho, kdo neví, že existuje“. „Give It to Me“ je kontrastem se svým textem, v němž Minogue naléhá na svého partnera, aby zpomalil, ale beat jde opačným směrem a říká tělu, aby do toho dalo na tanečním parketě trochu víc. Text „Fragile“ je prostý a zamířený přímo na srdce posluchače. „Come into My World“ je naléhavou žádostí o lásku, v níž Minogue zve svého partnera do svého života. „Dancefloor“ se na druhou stranu soustředí na problémy jako vyrovnávání se s koncem vztahu a Minogue oslavující rozchod tím, že se ztratí v hudbě.

## Seznam skladeb
| Pořadí | Název                        | Autor                                                                           | Producent           | Délka |
| ------ | ---------------------------- | ------------------------------------------------------------------------------- | ------------------- | ----- |
| 1.     | More More More               | TommyD, Liz Winstanley                                                          | TommyD              | 4:40  |
| 2.     | Love at First Sight          | Kylie Minogue, Richard Stannard, Julian Gallagher, Ash Howes, Martin Harrington | Stanard, Gallagher  | 3:57  |
| 3.     | Can't Get You Out of My Head | Cathy Dennis, Rob Davis                                                         | Dennis, Davis       | 3:49  |
| 4.     | Fever                        | Greg Fitzgerald, Tom Nichols                                                    | Fitzgerald          | 3:30  |
| 5.     | Give It to Me                | Minogue, Mark Picchiotti, Steve Anderson                                        | Picchiotti          | 2:48  |
| 6.     | Fragile                      | Davis                                                                           | Davis               | 3:44  |
| 7.     | Come into My World           | Dennis, Davis                                                                   | Dennis, Davis       | 4:30  |
| 8.     | In Your Eyes                 | Minogue, Stannard, Gallagher, Howes                                             | Stannard, Gallagher | 3:18  |
| 9.     | Dancefloor                   | Anderson, Dennis                                                                | Anderson            | 3:24  |
| 10.    | Love Affair                  | Stannard, Gallagher                                                             | Stannard, Gallagher | 3:47  |
| 11.    | Your Love                    | Pascal Gabriel, Paul Statham                                                    | Gabriel, Statham    | 3:47  |
| 12.    | Burning Up                   | Fitzgerald, Nichols                                                             | Fitzgerald, Nichols | 3:59  |